# Daniel Attard
Daniel Attard, född 1992, är en maltesisk politiker. Han blev invald i Europaparlamentet 2024.
Attard var från 2013 till 2021 borgmästare i L-Imtarfa. Han har arbetat vid Maltas ständiga representation vid Europeiska Unionen och vid United Nations.
Attard blev invald i Europaparlamentet år 2024. I skrivande stund (2025) är han vice ordförande av delegationen för förbindelserna med Iran. Han är ledamot av utskottet för transport och turism och delegationen för förbindelserna med länderna i Sydostasien och Sydostasiatiska nationers förbund (Asean). Han är även suppleant i utskottet för säkerhet och försvar, utskottet för industrifrågor, forskning och energi, utskottet för regional utveckling, delegationen till den gemensamma parlamentariska församlingen Osaks–EU och delegationen till den parlamentariska församlingen Stillahavsområdet–EU.